# Кошутариця
Кошутариця (хорв. Košutarica) — населений пункт у Хорватії, у Сисацько-Мославинській жупанії у складі громади Ясеноваць.

## Населення
Населення за даними перепису 2011 року становило 264 осіб.
Динаміка чисельності населення поселення:

## Клімат
Середня річна температура становить 11,35 °C, середня максимальна – 25,90 °C, а середня мінімальна – -5,46 °C. Середня річна кількість опадів – 932 мм.
| Клімат поселення                              | Клімат поселення | Клімат поселення | Клімат поселення | Клімат поселення | Клімат поселення | Клімат поселення | Клімат поселення | Клімат поселення | Клімат поселення | Клімат поселення | Клімат поселення | Клімат поселення | Клімат поселення |
| Показник                                      | Січ.             | Лют.             | Бер.             | Квіт.            | Трав.            | Черв.            | Лип.             | Серп.            | Вер.             | Жовт.            | Лист.            | Груд.            |                  |
| Середній максимум, °C                         | 7,31             | 9,23             | 13,48            | 18,06            | 22,77            | 25,90            | 24,83            | 23,98            | 20,36            | 15,51            | 10,05            | 5,97             |                  |
| Середня температура, °C                       | 0,93             | 2,82             | 7,10             | 11,69            | 16,38            | 19,52            | 21,02            | 20,18            | 16,54            | 11,70            | 6,24             | 2,16             |                  |
| Середній мінімум, °C                          | −5,46            | −3,56            | 0,70             | 5,29             | 10,00            | 13,12            | 17,21            | 16,38            | 12,72            | 7,90             | 2,44             | −1,65            |                  |
| Норма опадів, мм                              | 59               | 54               | 65               | 78               | 83               | 95               | 85               | 87               | 79               | 84               | 90               | 73               |                  |
| Середньомісячна швидкість вітру, м/с          | 1.60             | 1.84             | 2.20             | 2.10             | 2.00             | 1.80             | 1.80             | 1.60             | 1.60             | 1.60             | 1.64             | 1.70             |                  |
| Середньомісячна сонячна радіація, кДж/м²·день | 4330             | 7149             | 10982            | 15435            | 19675            | 21997            | 22916            | 20063            | 14887            | 9177             | 4861             | 3573             |                  |
| --------------------------------------------- | ---------------- | ---------------- | ---------------- | ---------------- | ---------------- | ---------------- | ---------------- | ---------------- | ---------------- | ---------------- | ---------------- | ---------------- | ---------------- |
| Джерело:                                      |                  |                  |                  |                  |                  |                  |                  |                  |                  |                  |                  |                  |                  |